# Xã Guilford, Quận Monroe, Iowa
Xã Guilford (tiếng Anh: Guilford Township) là một xã thuộc quận Monroe, tiểu bang Iowa, Hoa Kỳ. Năm 2010, dân số của xã này là 259 người.